# Glinka (Smolensk)
Glinka (ruso: Гли́нка) es un asentamiento rural y pueblo (seló) de Rusia, capital del raión homónimo en la óblast de Smolensk.
En 2021, el territorio del asentamiento tenía una población de 2308 habitantes, de los cuales 1942 vivían en el pueblo de Glinka y el resto repartidos en 24 pedanías.
El pueblo fue fundado en 1898 como un poblado ferroviario en torno a una estación llamada "Sóvkino". En 1907, la estación y el poblado tomaron su actual topónimo del compositor Mijaíl Glinka, nacido en el cercano pueblo de Novospáskoye. Con la creación de la Óblast Occidental en 1929, Glinka pasó a ser capital distrital, excepto entre 1961 y 1980, cuando el raión de Glinka estuvo integrado en el territorio del vecino raión de Yelnia.
Se ubica unos 40 km al este de Smolensk.

## Clima
| Parámetros climáticos promedio de Glinka | Parámetros climáticos promedio de Glinka | Parámetros climáticos promedio de Glinka | Parámetros climáticos promedio de Glinka | Parámetros climáticos promedio de Glinka | Parámetros climáticos promedio de Glinka | Parámetros climáticos promedio de Glinka | Parámetros climáticos promedio de Glinka | Parámetros climáticos promedio de Glinka | Parámetros climáticos promedio de Glinka | Parámetros climáticos promedio de Glinka | Parámetros climáticos promedio de Glinka | Parámetros climáticos promedio de Glinka | Parámetros climáticos promedio de Glinka |
| Mes                                      | Ene.                                     | Feb.                                     | Mar.                                     | Abr.                                     | May.                                     | Jun.                                     | Jul.                                     | Ago.                                     | Sep.                                     | Oct.                                     | Nov.                                     | Dic.                                     | Anual                                    |
| ---------------------------------------- | ---------------------------------------- | ---------------------------------------- | ---------------------------------------- | ---------------------------------------- | ---------------------------------------- | ---------------------------------------- | ---------------------------------------- | ---------------------------------------- | ---------------------------------------- | ---------------------------------------- | ---------------------------------------- | ---------------------------------------- | ---------------------------------------- |
| Temp. máx. media (°C)                    | -4.7                                     | -3.8                                     | 1.7                                      | 10.8                                     | 17.3                                     | 20.4                                     | 23                                       | 21.6                                     | 15.9                                     | 8.6                                      | 2.3                                      | -1.8                                     | 9.3                                      |
| Temp. media (°C)                         | -6.7                                     | -6.3                                     | -1.6                                     | 6.3                                      | 13                                       | 16.5                                     | 19.1                                     | 17.7                                     | 12.2                                     | 5.9                                      | 0.5                                      | -3.6                                     | 6.1                                      |
| Temp. mín. media (°C)                    | -9.2                                     | -9.2                                     | -5.4                                     | 1.1                                      | 7.7                                      | 11.6                                     | 14.5                                     | 13.3                                     | 8.4                                      | 3.2                                      | -1.4                                     | -5.7                                     | 2.4                                      |
| Precipitación total (mm)                 | 53                                       | 46                                       | 45                                       | 46                                       | 75                                       | 84                                       | 92                                       | 81                                       | 65                                       | 70                                       | 55                                       | 50                                       | 762                                      |
| Fuente:                                  |                                          |                                          |                                          |                                          |                                          |                                          |                                          |                                          |                                          |                                          |                                          |                                          |                                          |